# Estação Almeida Brandão
Estação Almeida Brandão é uma das estações do Sistema de Trens do Subúrbio de Salvador.

## História
A estação Plataforma foi inaugurada pela Estrada de Ferro da Bahia ao São Francisco em 28 de junho de 1860. Após ser incorporada à empresa Compagnie des Chemins de Fer Fédéraux de l'Est Brésilien (1911), foi encampada pelo governo federal em 1935 e passou a ser administrada pela empresa pública Viação Férrea Federal Leste Brasileiro (VFFLB). A VFFLB iniciou em 1936 um profundo programa de modernização dos subúrbios, reformando todas as estações (incluindo Plataforma, rebatizada Almeida Brandão) até 1941. O auge do programa foi a eletrificação da ferrovia, realizada entre 1944 e 1954. Na década de 1960 foi implantado um serviço de trens de subúrbio elétricos com passagem pela estação de Almeida Brandão.
Com a absorção da VFFLB pela Rede Ferroviária Federal, a estação foi reconstruída entre 1980 e 1981, através de projeto desenvolvido pela Empresa Brasileira de Planejamento de Transportes (GEIPOT). Em 11 de janeiro de 1982, o ministro dos Transportes Eliseu Resende reinaugurou a estação.
Em 1988 a Companhia Brasileira de Trens Urbanos (CBTU) assumiu a operação da estação. Apesar dos planos de modernização, o sistema de trens e a estação entram em lenta decadência. Esse quadro foi apenas parcialmente revertido com a transferência da estação e da ferrovia para a alçada da prefeitura de Salvador em 2005 que reforma e reinaugura Almeida Brandão em março de 2007.[carece de fontes?]
Desde então, de dezembro de 2005, é parte do patrimônio administrado pela Companhia de Transportes do Estado da Bahia (CTB), a antiga Companhia de Transporte de Salvador (CTS).

## Toponímia
Quando aberta em 1860, a estação recebeu o nome de Plataforma. Plataforma surgiu em meados do século XIX (alguns pesquisadores situam 1875-15 anos após a estação) em torno de uma fábrica de tecidos São Brás. A localidade foi batizada de Plataforma por conta de ali existir uma plataforma flutuante que realizava a travessia de pessoas e cargas entre aquele ponto e a Ribeira. Com a implantação da ferrovia, a plataforma deixou de existir.
Posteriormente a estação foi rebatizada de Almeida Brandão em homenagem a Manuel Francisco de Almeida Brandão (1837-1902), empresário e político português com diversos negócios na Bahia.